# Église Saint-Séraphin-de-Sarov de Svetlogorsk
Pour les articles homonymes, voir Église Saint-Séraphin-de-Sarov.
L'église Saint-Séraphin de Sarov (en russe : Храм Преподобного Серафима Саровского, en allemand : Kirche des heiligen Seraphim von Sarow), souvent encore appelée de son ancien nom église de Rauschen (en allemand : Kirch Rauschen), est une église néo-gothique composée d'une seule nef, située au centre de la ville de Svetlogorsk en Russie. L’édifice fut construit comme église protestante au tout début du XXe siècle, dans ce qui était alors la ville allemande de Prusse-Orientale de Rauschen. En 1929, elle devint le centre de sa paroisse, appartenant à l'église protestante de l'Union prussienne. Après l'annexion en 1945 de la région par l'Union soviétique, elle est reconvertie en gymnase, avant d'être remise à l'Église orthodoxe russe en 1992, dédiée au saint orthodoxe Séraphin de Sarov.
En 2007, comme de nombreux lieux de la ville, elle est déclarée objet patrimonial culturel de Russie d'importance régionale de l'oblast de Kaliningrad, la protégeant ainsi de toute destruction.

## Localisation
L'église est située dans l'okroug urbain de Svetlogorsk, sur la ville de Svetlogorsk, en péninsule de Sambie. Placée près du cœur du centre prussien de la ville, elle est entourée de belles maisons prussiennes, dans une zone assez forestière. Elle surplombe les bâtiments de la zone environnante grâce à sa tour, mais n'est toutefois pas plus grande que les pins et autres arbres qui la cachent. Elle se situe au no 14 de la rue Maïakovski, au niveau de son croisement avec la rue Chtraousa, cette dernière menant vers l'étang du moulin (aujourd'hui appelé en russe lac Tikhoïe (ru).

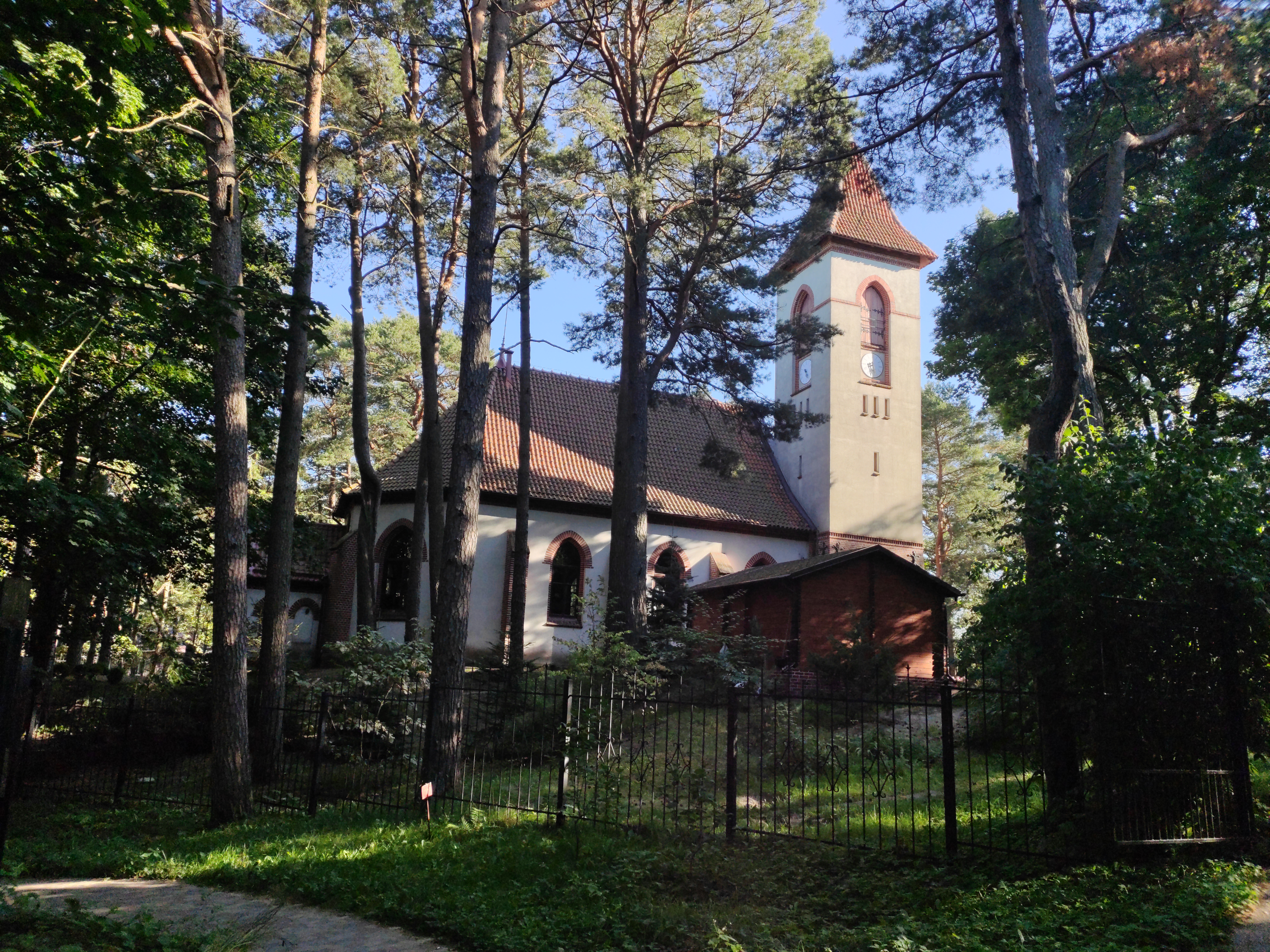
L'église cachée entre les pins.
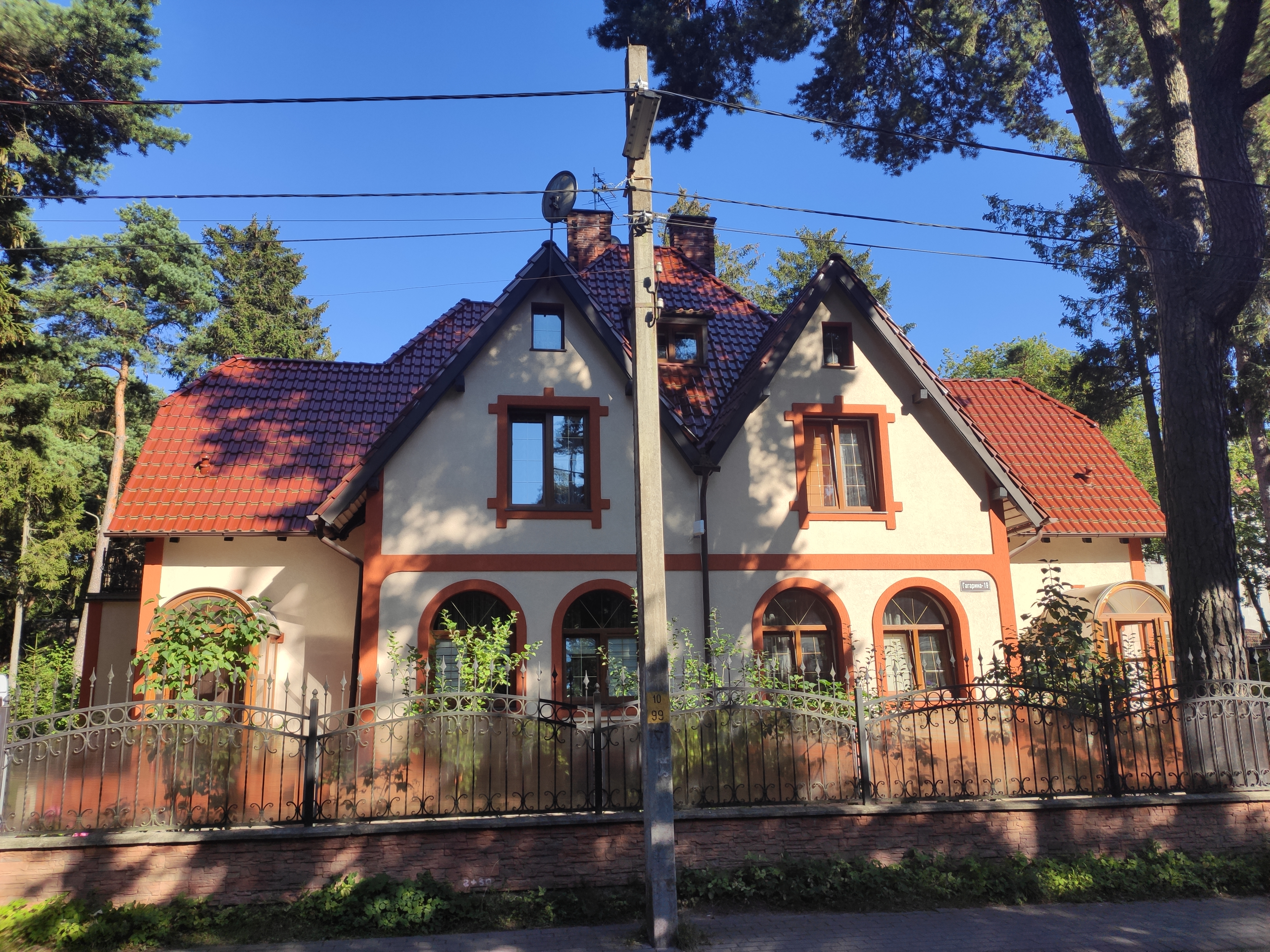
Une demeure non-loin au no 19 rue Gagarin.

## Histoire

### Contexte
À la fin du XIXe et au début du XXe siècle, la ville de Rauschen, alors partie de la province de Prusse-Orientale devient une ville balnéaire importante, avec l'arrivée dès 1900 du train avec l'ouverture de la gare de Rauschen, complétée six ans plus tard par la gare de Rauschen-Düne. En 1903 déjà, 3 000 vacanciers ainsi que 46 000 touristes ont passé du temps dans la ville touristique, le train ayant considérablement augmenté le nombre de touristes, alors que quelques années auparavant elle n'était qu'un petit village de pêcheurs et de paysans.
C'est ainsi que la ville se modernise et se construit. Outre la gare construite en 1903, l'on voit apparaître de belles demeures prussiennes, des hôtels, et en 1908 ce qui deviendra le symbole de la ville, le château d'eau de Rauschen, dominant de ses 25 mètres le centre-ville, qui fut construit par l'architecte Otto Walter Kuckuck (de) (3 février 1871 - 1942).

### De la construction à la paroisse

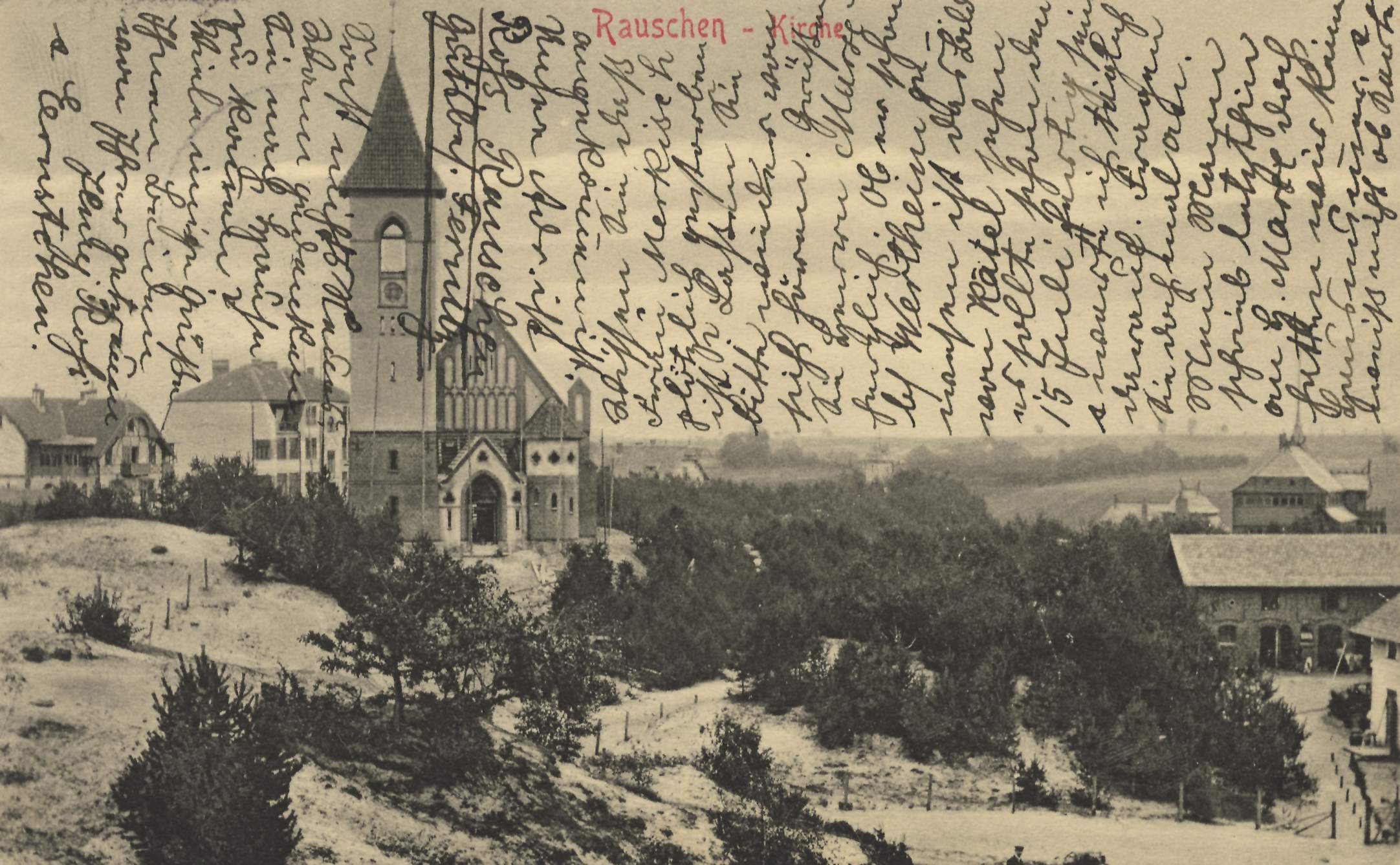
L'église de Rauschen sur une carte postale de 1907.

Mais cet architecte, possédant par ailleurs des bureaux à Königsberg, n'en est pas à son premier exploit. En 1903, il entame avec un autre architecte répondant au nom de Ernst Wichmann (1879-1931) la construction de l'église protestante de Rauschen. Des dons privés ont été collectés pour la construction et le terrain a été donné par l'homme d'affaires de Königsberg, August Hoenig,. 
Pour la construction de l'église, le maître d'œuvre national Eschner de Königsberg est employé. Il est construit dans une architecture néo-gothique. L'artiste de Rauschen Adolf Emil Goering (7 décembre 1863 - 14 juin 1932), réalisa l'intérieur, avec ses propres frais, avec de belles peintures Goering offra à l'église une toile avec des scènes de la Bible de ses archives personnelles.
Le 7 juillet 1907, l'église de Rauschen est sacralisée et ainsi ouverte. Elle se situe au no 14 de la rue Bach, tout près du centre-ville, sur une hauteur, dans une zone alors dépourvu d'arbres. 
De plan rectangulaire, le bâtiment est constituée de solides briques de céramique de couleur rouge, avec un toit en tuile à pignon, tandis que les murs sont enduits. Il y a trois ouvertures de fenêtres en lancette sur les façades nord-ouest et sud-est. Les murs sont renforcés par des contreforts, et le porche est orienté sud-ouest. De plus, dans l'église, il y avait un petit orgue offert par Brandstetter, un propriétaire région de manufacture de produits en verre et en porcelaine. Comme située sur une colline, un escalier fut construit pour y accéder depuis la rue.
En 1917, pendant la Première Guerre mondiale, alors que l'Empire allemand manque de métal, deux des trois cloches furent fondues afin d'alimenter le stock de métal de l'Empire.
Lors de sa construction, l'église fut rattachée à la paroisse de l'église de Sankt-Lorenz (Prusse-Orientale) (de), elle-même partie de l'arrondissement ecclésiastique de Fischhausen de la province ecclésiastique de Prusse-Orientale. Mais en 1929, une paroisse distincte fut élevée à l'église de Rauschen, qui englobait six villages dont celui de Georgenswalde. Werner Matz (1903-1985), qui était pasteur adjoint à Rauschen depuis 1927, devint pasteur à partir de 1931. À cette époque-là, la paroisse comptait environ 3 000 fidèles, sans compter les nombreux touristes la visitant.

### Période russe
Après la Seconde Guerre mondiale, où la ville et ainsi son église étaient restées intactes car à l'écart des combats, la région fut russifiée avec son annexation à l'Union Soviétique au sein de la RSFS De Russie. C'est ainsi que la ville de Rauschen pris en 1947 le nom de Svetlogorsk, tandis que la rue Bach fut renommée rue Maïakovski.
Elle fut d'abord abandonnée, puis une salle de sport d'une école polyvalente y fut aménagée dans sa nef.
Depuis 1991, l'ancienne église de Rauschen est une église orthodoxe dédiée à Séraphin de Sarov. Le transfert officiel de l'église à l'Église orthodoxe russe a été achevé en 1992. La même année, en août, le métropolite Cyrille de Smolensk et Kaliningrad, l'actuel patriarche de Moscou et de toutes les Russies depuis 2009, fit sacralisé l'église. Avec l'arrivée de cette nouvelle croyance, l'intérieur originel a ete totalement perdu au profit d'un intérieur typique d'une église orthodoxe russe,. Une croix orthodoxe fut installée à son sommet. 
Par le décret du gouvernement de l'oblast de Kaliningrad no 13 du 23 mars 2007, le bâtiment fut classé comme objet patrimonial culturel d'importance régionale. 
À côté se trouve depuis 2008 une maison construite pour la paroisse orthodoxe, qui héberge une bibliothèque, un réfectoire, un atelier et une petite salle de concert. Des manifestations caritatives, fêtes, réunions ou cours sont organisées dans l'église et son jardin. Il est l'un des édifices les mieux conservés de tout l'oblast. 
La cour est propre, avec des allées carrelées, une clôture entourant le domaine, avec de grands pins. Il y a des pierres tombales, mais personne ne sait d'où elles viennent car n'existant pas lors de la construction, et surtout s'il y a des gens enterrés en-dessous.

## Intérieur
L'église possède une sacristie avec un beau fronton. Il y a des fenêtres en lancette, qui sont séparées par de petits contreforts. Le chapiteau de l'autel représente un crucifix, tandis que la chaire fut réalisée dans le style gothique.
L'intérieur est en bois et décoré de sculptures élaborées, qui existent toujours. Les couleurs sont claires, l'intérieur simple, avec son son carrelé.
L'intérieur de l'église a été très affecté par la période russe, perdant presque l'ensemble des éléments décoratifs de type picturaux, surtout lorsque l'église fu transféré en 1992 à l'église orthodoxe russe. Aujourd'hui, l'on trouve des icônes russes dans l'église, des bougies dans les chandeliers ainsi que des ustensiles dorées. Une image de la Mère de Dieu se trouve sur l'un de ses murs.

## Registres paroissiaux
Les registres paroissiaux de la paroisse de Rauschen ont survécu à la Seconde guerre mondiale et sont conservés aux Archives centrales protestantes de Berlin-Kreuzberg: 
- Baptêmes de 1928 à 1944 (avec registre des noms)
- Mariages de 1929 à 1944 (avec registre des noms)
- Funérailles de 1929 à 1944 (avec index des noms)
- Confirmations de 1941 à 1944.

Une liste des morts de 1941 à 1942 a également été conservée.

## Galerie

L'église de Rauschen :
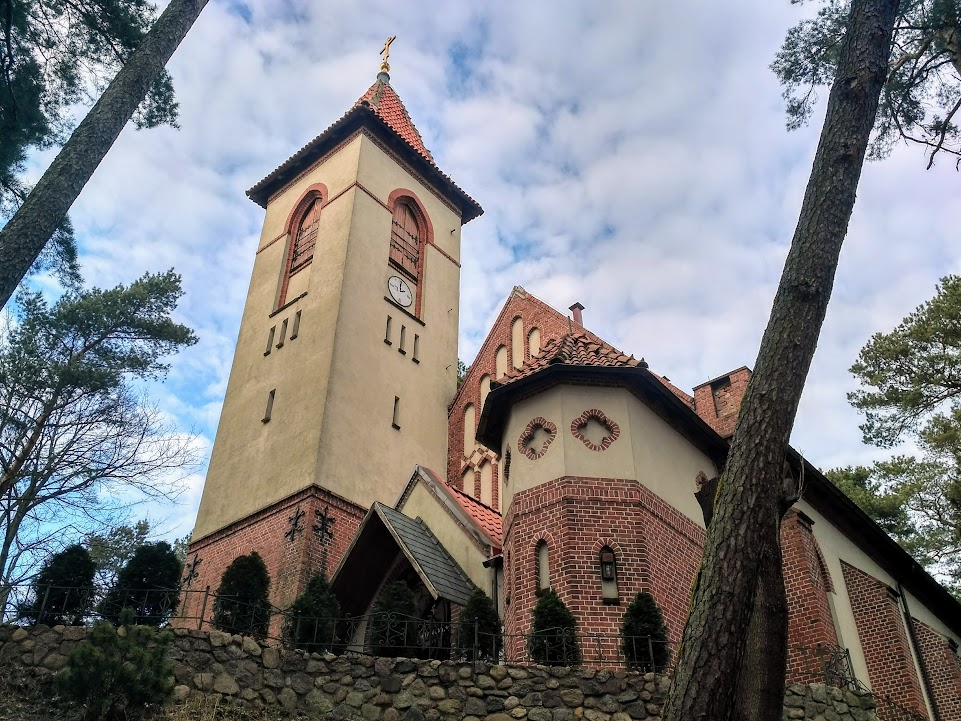
Vue en contre-plongée de l'église.
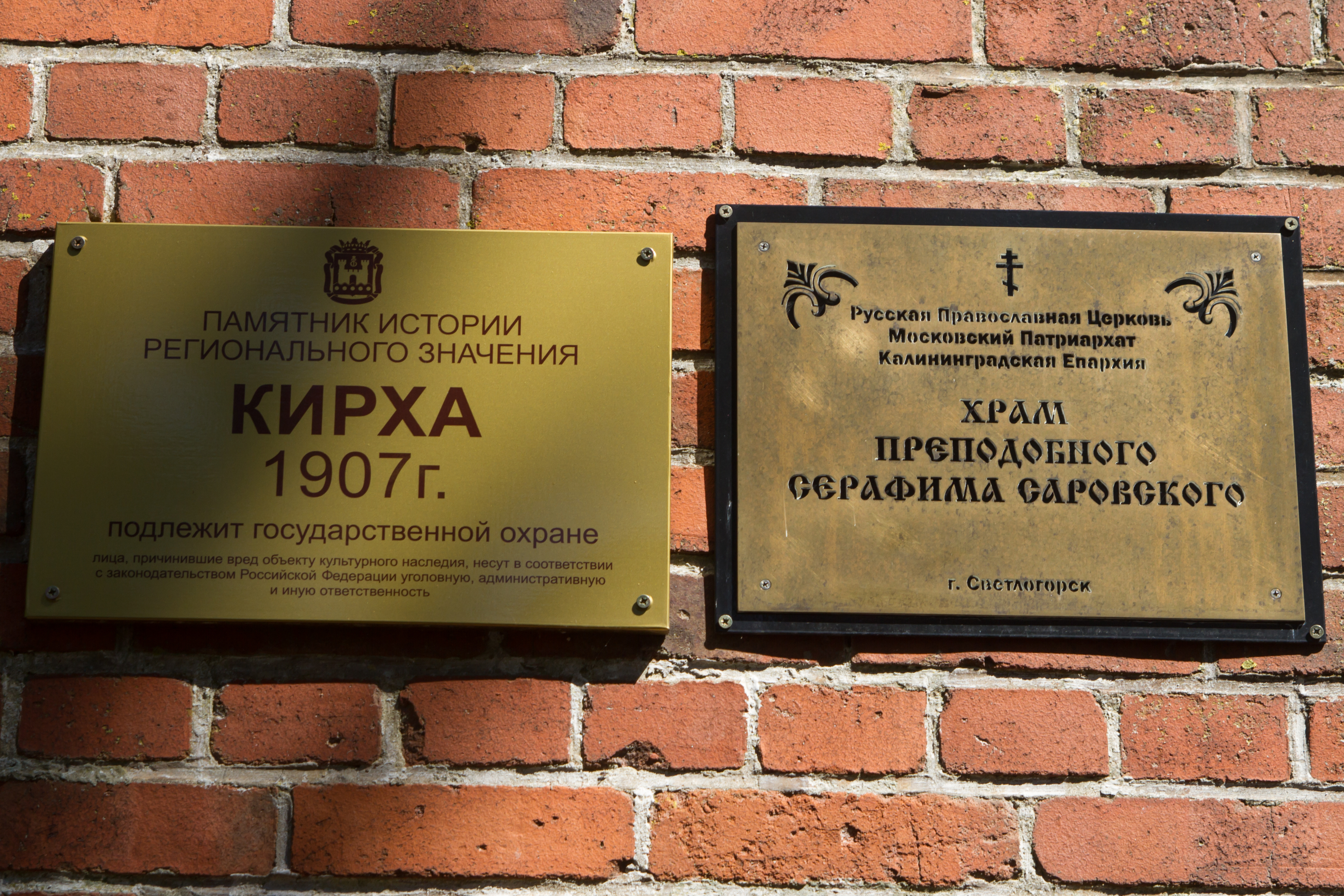
Plaques sur l'église de sa protection et de sa sacralisation par l'église orthodoxe.
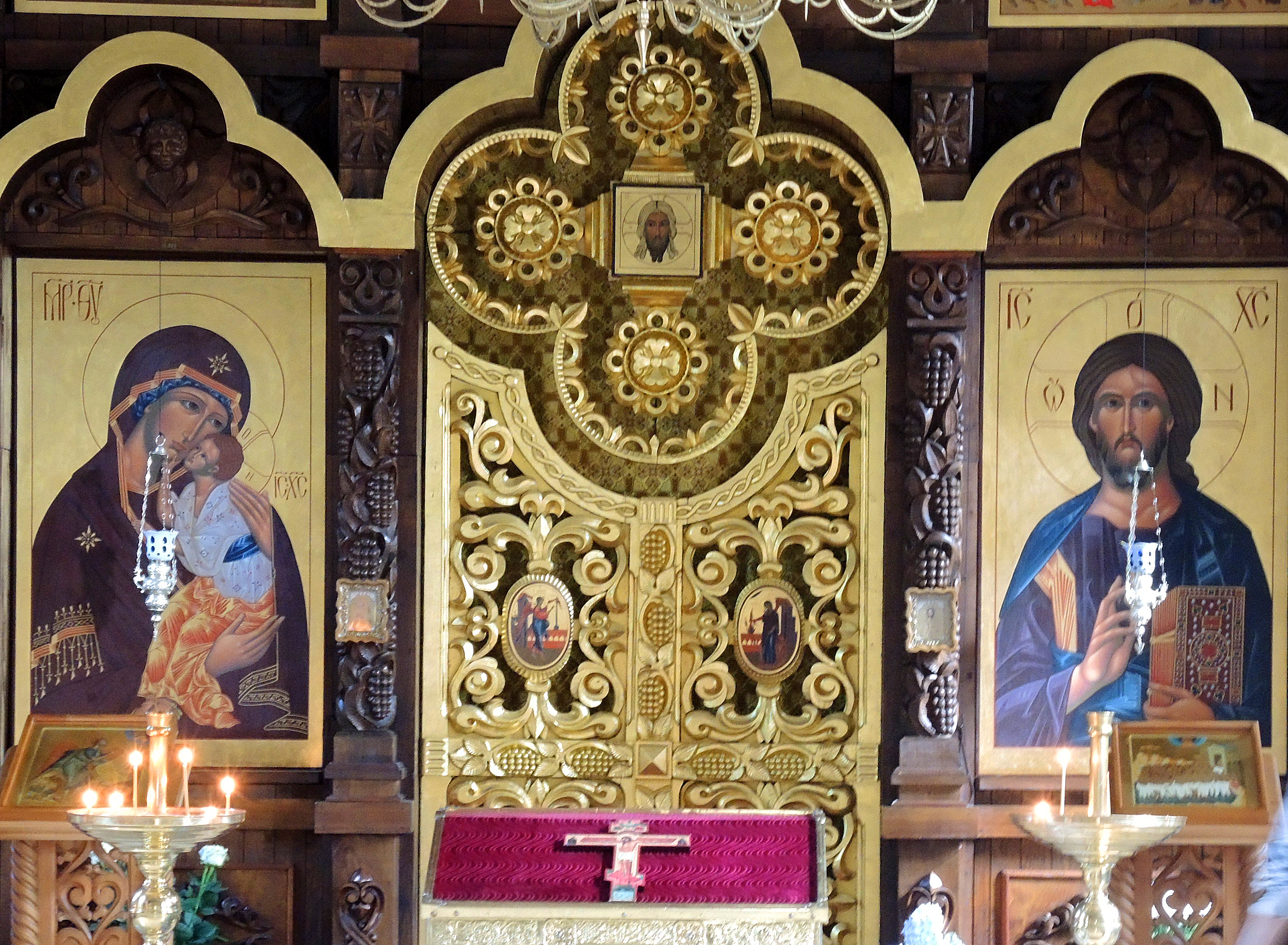
Icônes orthodoxes à l'intérieur.
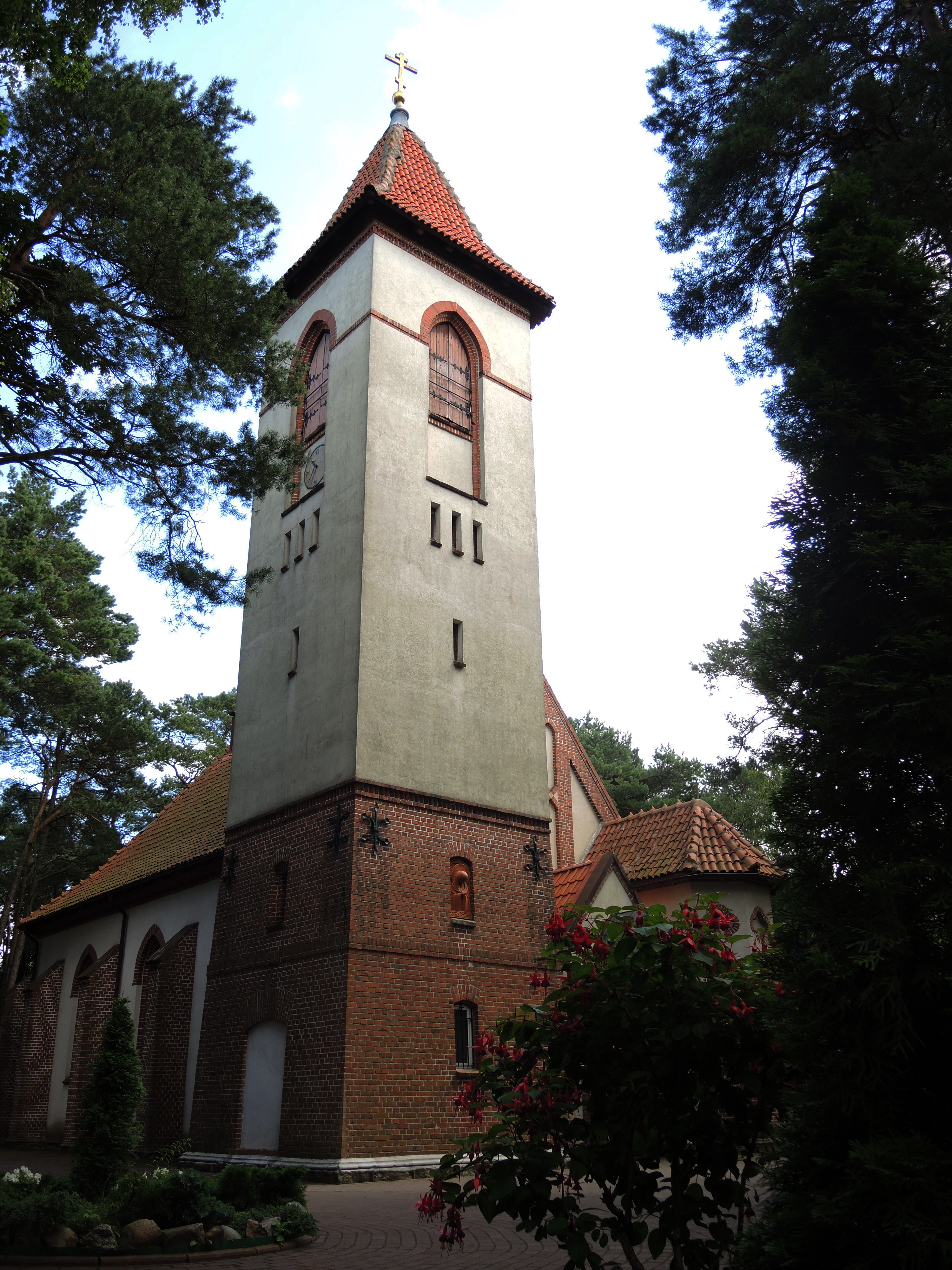
Vue du clocher.